# Mohamed Naser
Mohamed Naser Ali Mohamed Rabeea Al-Mesmari (tiếng Ả Rập: محمد ناصر علي محمد ربيع المسماري, sinh ngày 18 tháng 3 năm 1988) là một cầu thủ bóng đá Các Tiểu vương quốc Ả Rập Thống nhất thi đấu cho Ajman.